# 라바울

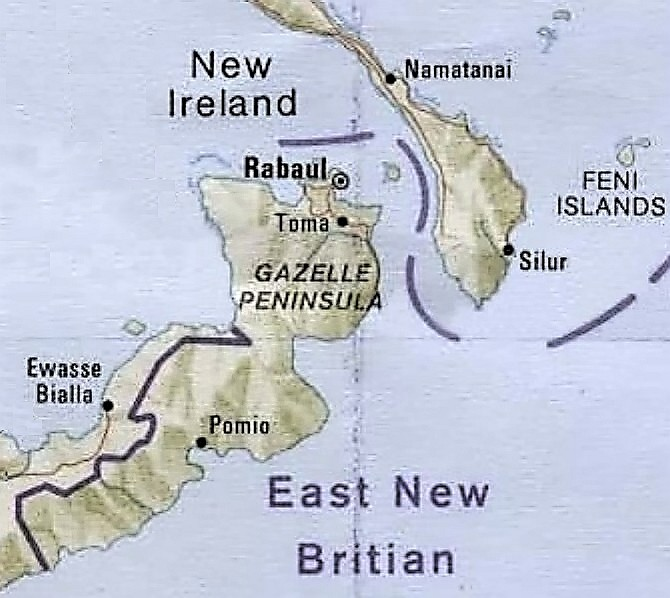
라바울의 위치.

라바울(Rabaul)은 파푸아뉴기니 동뉴브리튼 주에 속한 도시로, 가젤 반도 동쪽과 심슨 만에 접해 있는 도시이다. 1994년 화산 폭발로 파괴되어 코코포로 도시를 이동하였다.
라바울은 코프라나 커피, 코코아의 산지로서 유명하다. 덧붙여 주위는 화산 지대로서 알려져 있으며 심슨만 자체도 실은 칼데라이다.

## 기후
| Rabaul의 기후            | Rabaul의 기후 | Rabaul의 기후 | Rabaul의 기후 | Rabaul의 기후 | Rabaul의 기후 | Rabaul의 기후 | Rabaul의 기후 | Rabaul의 기후 | Rabaul의 기후 | Rabaul의 기후 | Rabaul의 기후 | Rabaul의 기후 | Rabaul의 기후 |
| 월                       | 1월           | 2월           | 3월           | 4월           | 5월           | 6월           | 7월           | 8월           | 9월           | 10월          | 11월          | 12월          | 연간          |
| ------------------------ | ------------- | ------------- | ------------- | ------------- | ------------- | ------------- | ------------- | ------------- | ------------- | ------------- | ------------- | ------------- | ------------- |
| 일평균 최고 기온 °C (°F) | 31 (87)       | 31 (88)       | 31 (87)       | 31 (87)       | 31 (88)       | 31 (88)       | 31 (87)       | 31 (87)       | 32 (89)       | 32 (89)       | 31 (88)       | 31 (87)       | 31 (88)       |
| 일평균 최저 기온 °C (°F) | 23 (74)       | 23 (74)       | 23 (74)       | 23 (74)       | 23 (74)       | 23 (74)       | 23 (74)       | 23 (74)       | 23 (74)       | 23 (74)       | 23 (74)       | 23 (74)       | 23 (74)       |
| 평균 강수량 cm (인치)    | 23 (9)        | 24 (9.3)      | 26 (10.1)     | 22 (8.5)      | 13 (5.1)      | 11 (4.5)      | 11 (4.3)      | 10 (4.1)      | 9.1 (3.6)     | 11 (4.5)      | 18 (7.1)      | 24 (9.5)      | 202 (79.7)    |
| 출처: Weatherbase        |               |               |               |               |               |               |               |               |               |               |               |               |               |

## 역사
1910년에 독일 제국이 건설한 도시이다. 제1차 세계 대전까지 독일 제국의 통치하에 있었지만, 1914년 9월 오스트레일리아에 점령되었다.

### 일본군의 점령
제2차 세계 대전 중의 1942년에는 일본군이 점령하여 이마무라 히토시 육군 대장 등의 지휘에 의해서 동남 방면의 일대 거점으로 쌓아 올려진다. 라바울 항공대의 기지가 있어 연합군측에게서는 '라바울 요새'로 불렸다. 육지의 해군 합해 9만여 명의 일본군이 배치되었다. 일본군은 자급 자족 체제에 의한 식료의 확보와 견고한 요새를 구축하고 있었다. 이것을 본 연합군은, 반공에 해당해 완강한 저항이 예상되는 라바울을 점령하지 않고 포위하는에 그친 결과, 종전시까지 일본군이 점령하게 되었다. 또, 오스트레일리아군은 일본군 진지 점령시에 큰 손해를 냈기 때문에, 다른 연합군에 비해 용맹하게 싸웠다고 한다.

### 화산의 분화

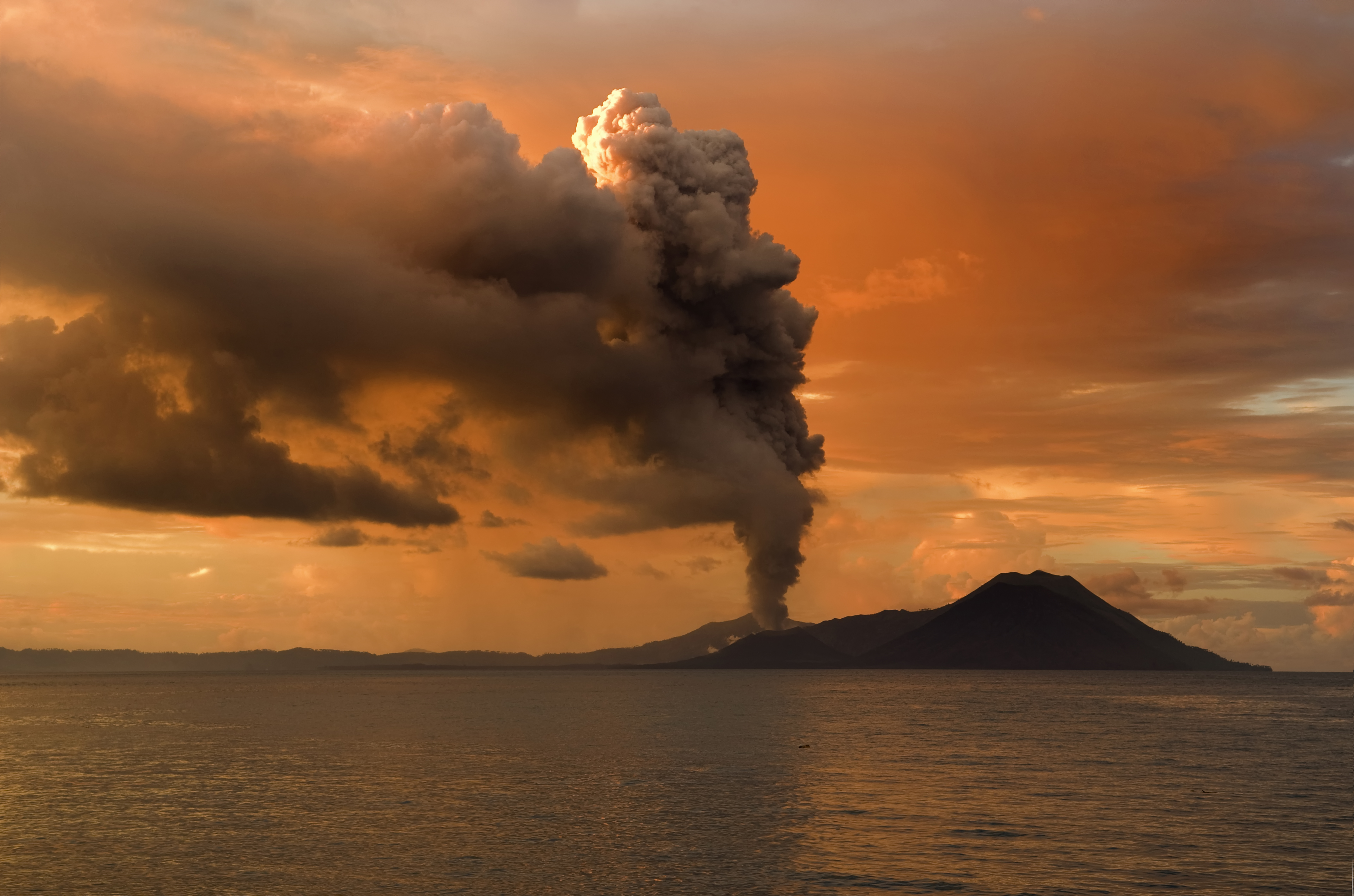
1994년의 분화.

라바울 시는 남북 14 km, 동서 8 km의 블렌체(Blanche)만(칼데라)을 둘러싸는 화산군의 북서단에 있다.
536년의 분화가 세계의 기상을 바꾸어 과거 2000년에 최악의 기후를 가져왔다고 하는 설이 있다. 그러나, 이 가설에는 535년의 크라카타우 산(인도네시아)의 폭발도 원인이다고 하는 설이나 혜성 충돌설도 있어, 뚜렷하게 정해지지 않는다.
1878년의 폭발로 브르칸 화산이 형성되었다. 1937년의 오스트레일리아령 당시 2개의 산이 동시 분화해 507명이 사망했다. 오스트레일리아는 뉴기니 지구의 중심을 라바울에 두고 있었지만 화산 폭발로 라에로 이동시켰다. 1941년 말의 태평양 전쟁 개전 당시에 소분화를 반복하고 있던 하나사키산은 1942년 6월에 분화가 끝났다.
1994년, 근교의 타브르불 화산(Tavurvur, 일본명은「화취산」)과 브르칸 화산(Vulcan, 일본명은 니시부키산)의 동시 분화에 의해서 5m 이상의 강회가 시가를 덮쳐 큰 타격을 받고 있다. 주민은 근교의 산림에 피난해 있으며, 라바울 공항은 방폐되어 남동으로 20km 위치로 이전했다. 코코포 마을에 신공항과 정부 기관이 이전했다. 라바울 부근에서는 각국의 원조로 재건이 진행되지만, 구시가는 강회에 파묻혀 방폐된 채로 있다.

## 라바울에 관한 작품
- 라바울 속요 (작사:와카스기 유조낭작곡:시마구치구부)

「라바울이여 안녕히」의 노래로도 알려진 전시 가요이다. 1945년(쇼와 20년) 태평양전쟁말기에 유행했다. 이 노래는 1940년(쇼와 15년) 빅터로부터 발매된 가요곡 「남양 항로」(와카스기 유조낭작사, 시마구치 구부 작곡, 닛타 하치로 노래)의 가사만 바꾼 노래이다. 가사만 바꾼 노래는 가사에 라바울(일본군의 비행장이나 기지가 있었다)을 말하는 지명이 들어가 있던 적도 있고, 남방의 전선으로부터 철퇴하는 병사들에게 기꺼이 불리면서 레코드에 기록되며 구전으로 국내에도 퍼졌다. 전후의 가집에서는〔제목=라바울 속요(남양 항로) 작사=와카스기 유조낭, 작곡=시마구치 구부〕라고 소개되기도 한다. 그 경우가사의 앞쪽에 가사만 바꾼 노래가 들어가, 후(분)편에 원래 노래가 계속되는 형태가 되고 있다.
- 라바울 해군 항공대 (작사:사에키타카오 작곡:고세키 유지)

## 같이 보기
- 라바울 공습
- 라바울 항공대
- 미즈키 시게루
- 안녕히 라바울-1954년의 영화.